# Biserica Sfântul Dumitru din Gâdinți

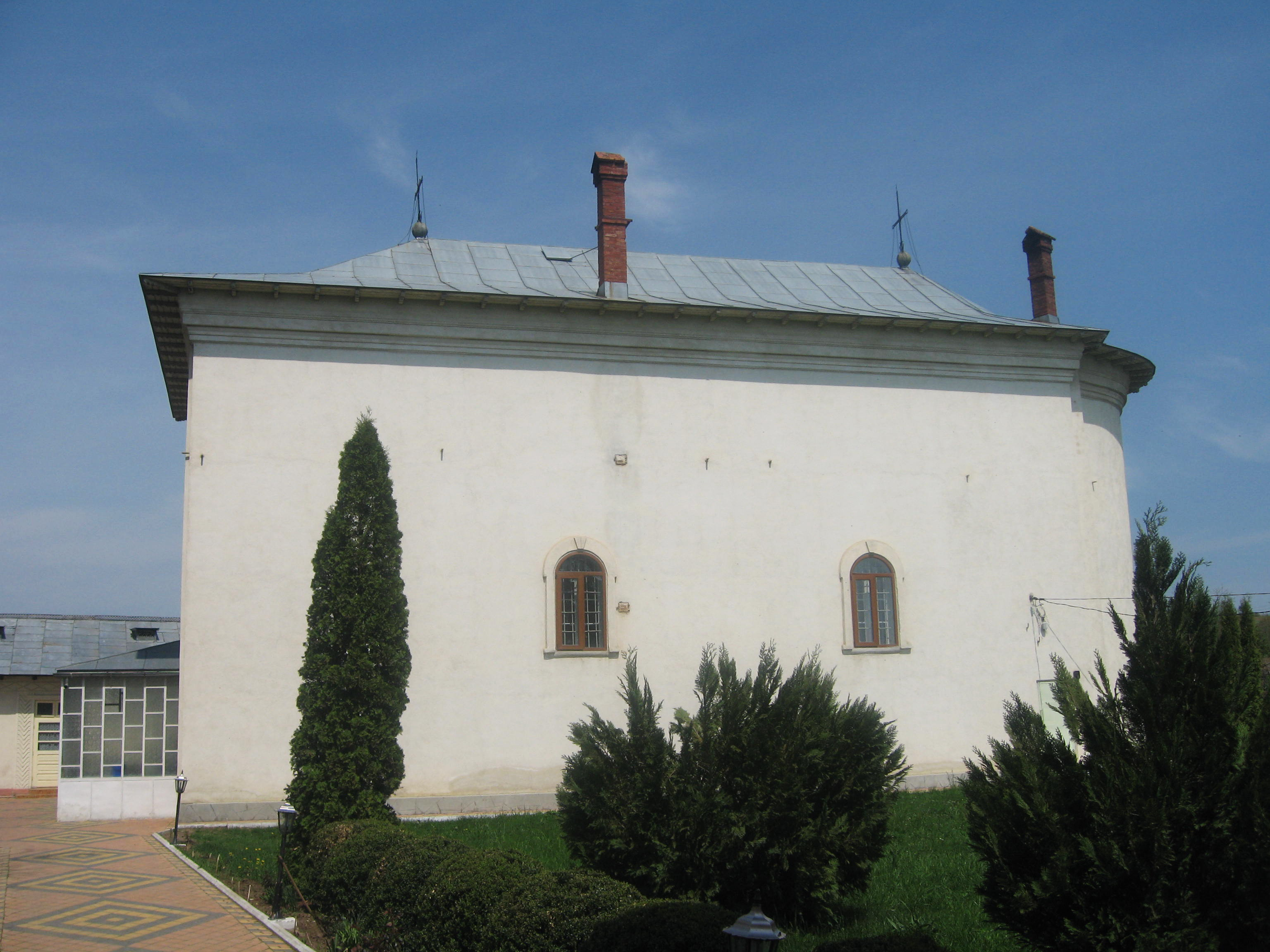
Biserica "Sf. Dumitru" din Gâdinți

Biserica "Sfântul Dumitru" din Gâdinți este o biserică ortodoxă construită, între anii 1806-1812, de către marele vornic Dimitrie (Emanoil) Bogdan (+1820) și soția sa, Georgeta, în satul Gâdinți din județul Neamț. Ea se află la o distanță de aproximativ 5 km est de municipiul Roman, fiind localizată în cimitirul satului, lângă Conacul Bogdan din Gâdinți.
Ansamblul bisericii “Sf. Dumitru” din Gâdinți a fost inclus pe Lista monumentelor istorice din județul Neamț din anul 2015, având codul de clasificare  NT-II-a-B-10620 și fiind format din 2 obiective: 
- Biserica “Sf. Dumitru” – datând din 1812 și având codul  NT-II-m-B-10620.01
- Turnul clopotniță – datând din secolul al XIX-lea și având codul NT-II-m-B-10620.02

## Istoric

### Istoricul satului
Prima atestare documentară a satului Gâdinți are loc într-un document din 12 iulie 1415, prin care domnitorul Alexandru cel Bun (1400-1432) a înzestrat Mănăstirea Bistrița cu sate și moșii. Printre aceste sate s-a aflat și satul Gâdinți care a fost donat de panul Negru. Mănăstirea a stăpânit satul până în anul 1500, când Ștefan cel Mare a schimbat cinci sate printre care și satul Gâdinți.  Un document din 1 noiembrie 1632 atestă că satul se afla în stăpânirea lui Dumitru Buhuș, logofăt III. La 24 ianuarie 1660 el fusese moștenit de fiii săi Miron Bucioc și Nicolae Buhuș. 
În anul 1774, o parte din moșia satului Gâdinți se afla în stăpânirea banului Manolache Bogdan. În timpul domniei lui Grigore al III-lea Ghica (1764-1767, 1774-1777), Manolache Bogdan devenise mare vornic (1777); el a fost decapitat la 17 august 1778 din porunca domnitorului Constantin Moruzi (1777-1782), alături de biv-vel spătarul Ioan Cuza, ambii acuzați de vicleșug și pâri la Poartă la adresa fostului domn Grigore al III-lea Ghica. Proprietar al moșiei a devenit Dimitrie (Dumitrachi) Bogdan, fiul banului Manolache Bogdan și al Mariei Costaki. Acesta va îndeplini mai multe demnități boierești: logofăt (1791), mare paharnic (1792), mare ban (1795), mare spătar (1796) și mare vornic (1806).
Satul Gâdinți a făcut parte până în 1864 din Ținutul Roman. Reforma administrativă din 1864 a dus la înființarea comunei Gâdinți, care a fost subordonată administrativ județului Neamț. Comuna a fost desființată în 1968, satul Gâdinți fiind înglobat în comuna Sagna. Abia în aprilie 2004 a fost reînființată comuna Gâdinți, în urma unui referendum.

### Biserica
Biserica “Sf. Dumitru” din Gâdinți a fost construită între anii 1806-1812, având drept ctitori pe marele vornic Dimitrie (Emanoil) Bogdan (+1820) și soția sa, Georgeta. Pisania aflată în biserică are următorul text: „Această Sfântă Biserică este ridicată în anul 1812 de Emanoil și Georgeta Bogdan”. La construirea edificiului a fost folosită piatra adusă din zidurile Cetății Noi a Romanului, zidită de Ștefan cel Mare (1457-1504) pe malul stâng al râului Siret și aflată la o depărtare de 2 km sud-vest de sat.
Cronicile parohiei menționează numele unor slujitori ai acestui lăcaș de cult. În 1816 slujeau la această biserică preoții Vasile și Procopie. Patru ani mai târziu, la aceeași biserică erau trei preoți (Gavril, Gheorghi și Vasile), un diacon (Iacob), doi clisiarhi (Gheorghi și Vasile) și doi dascăli (Gheorghi și Moisi). 
În 1832 activau preoții Gheorghe, fiul lui Vasâli Conachi, Andrei, fiul diaconului Loghin, Iacob, fiul lui Nechita Trofan, precum și Gheorghe, fiul lui Ioan Hațcovici. Aceștia erau ajutați de diaconul Neculai, fiul preotului Ioan Zanul, precum și de dascălii Moisă, fiul lui Maftei, respectiv Costachi, fiul preotului Gavril Loghin.
Biserica a fost reparată în 1840, 1908 și 1926.  În 1901 s-a construit un turn-clopotniță din cărămidă și acoperit cu tablă zincată, pe sub care se intră în curtea bisericii. În același an s-a înlocuit acoperișul de draniță al bisericii cu unul de tablă neagră.  
Între anii 1960-1963 s-au efectuat lucrări de renovare a bisericii. Cu acest prilej, s-au reparat complet pereții atât în interior, cât și la exterior, s-a înlocuit învelitoarea cu una nouă de tablă zincată și s-au pictat bolțile. Edificiul a fost avariat în urma cutremurelor din 1977 și 1986. În anul 1988 s-au efectuat lucrări de consolidare și reparații; s-a schimbat șarpanta bisericii, s-a înlocuit învelitoarea din tablă zincată și s-au pictat pereții interiori în tehnica frescă. 
Lângă peretele nordic al bisericii se află mormântul boierului Constantin Rolla (1818-1879), fost militant unionist pentru Unirea Principatelor Române și ministru în mai multe rânduri în guvernele Moldovei. Pe crucea sa funerară se află următoarea inscripție: "Constantin Rolla 1818 +1878". Lângă peretele sudic al absidei altarului, au fost depuse osemintele a 12 persoane asasinate de autoritățile comuniste în 1949 în Pădurea “Dealul Mărului”, Asociația Foștilor Deținuți Politici Neamț ridicând în 1991 o cruce deasupra mormântului.

## Arhitectura bisericii
Biserica "Sf. Dumitru" din Gâdinți este construită în stil bizantin, având formă de navă, cu altar semicircular. Dimensiunile sale sunt următoarele: 22 m lungime, 11 m lățime și 15 m înălțime. Ea a fost zidită din piatră și cărămidă, mortar și var. 
Interiorul bisericii este compartimentat în 4 încăperi: pridvor, pronaos, naos și altar. 
Biserica "Sf. Dumitru" din Gâdinți are în patrimoniul său icoane de valoare donate de către ctitori, cum ar fi icoana Maicii Domnului și icoana Sfântului Dimitrie. Cele două clopote datează din 1780 și respectiv 1815; ele au fost aduse de ctitori de la o altă biserică. 

## Imagini

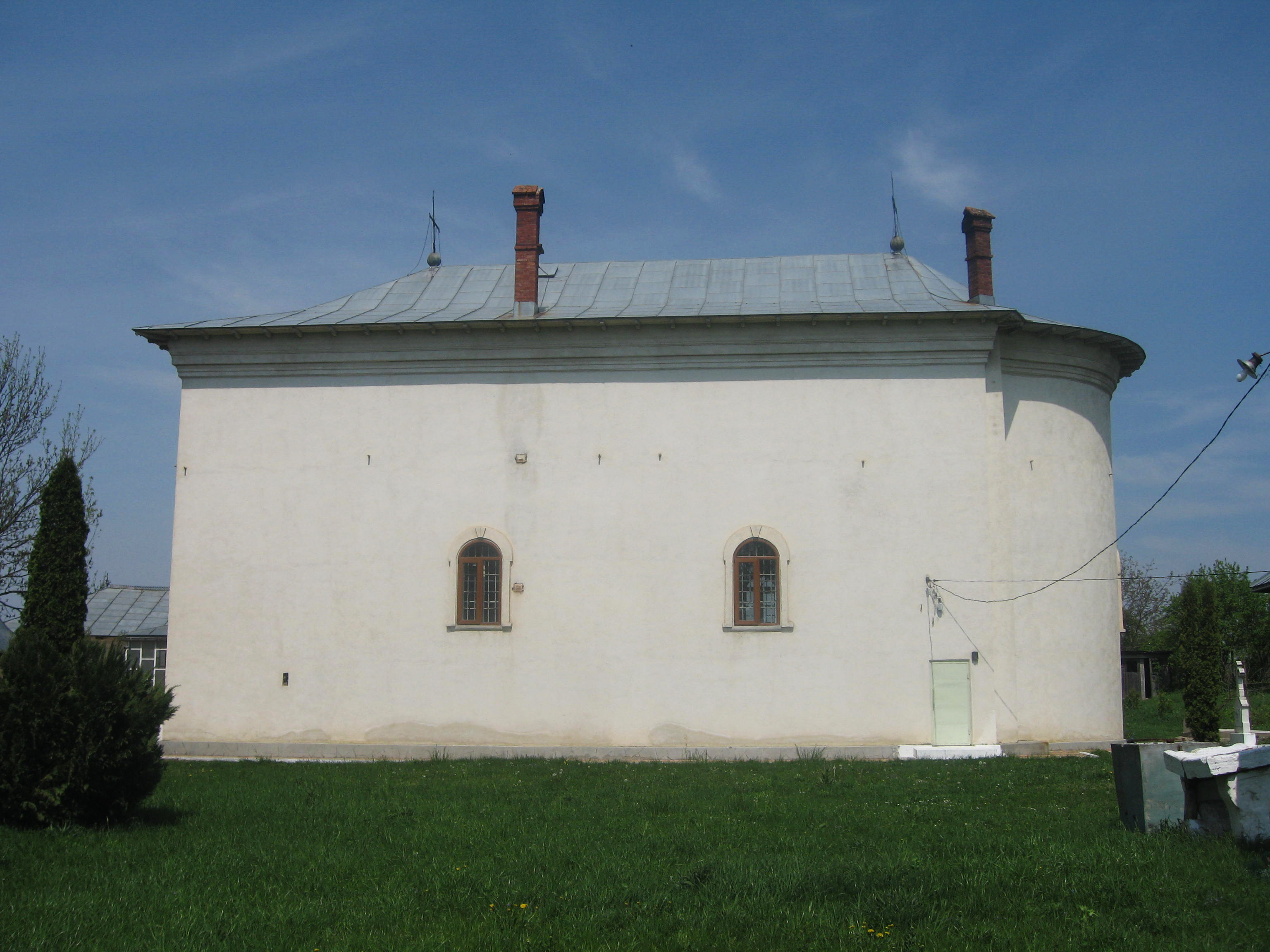
Biserica "Sf. Dumitru" din Gâdinți
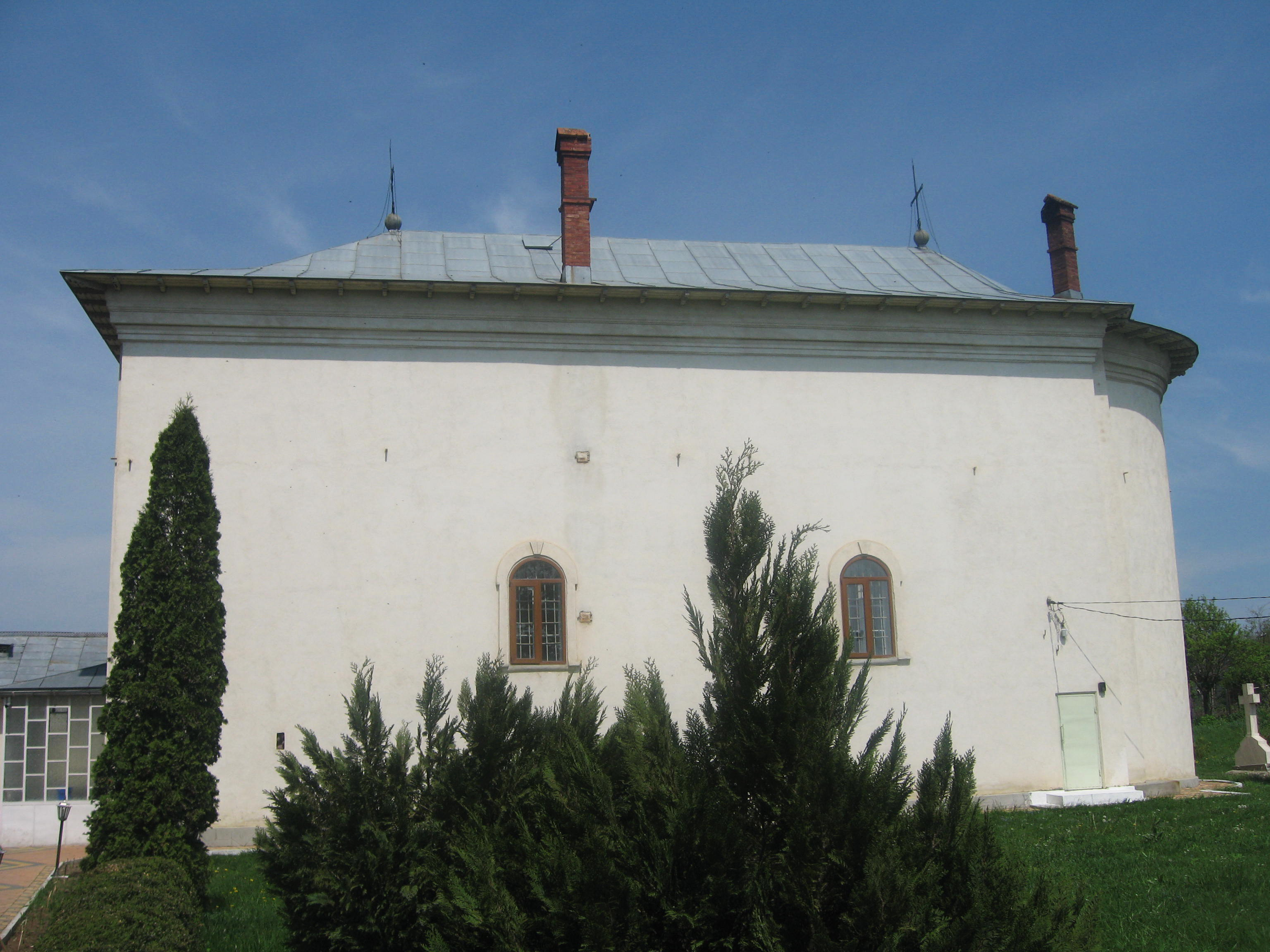
Biserica "Sf. Dumitru" din Gâdinți
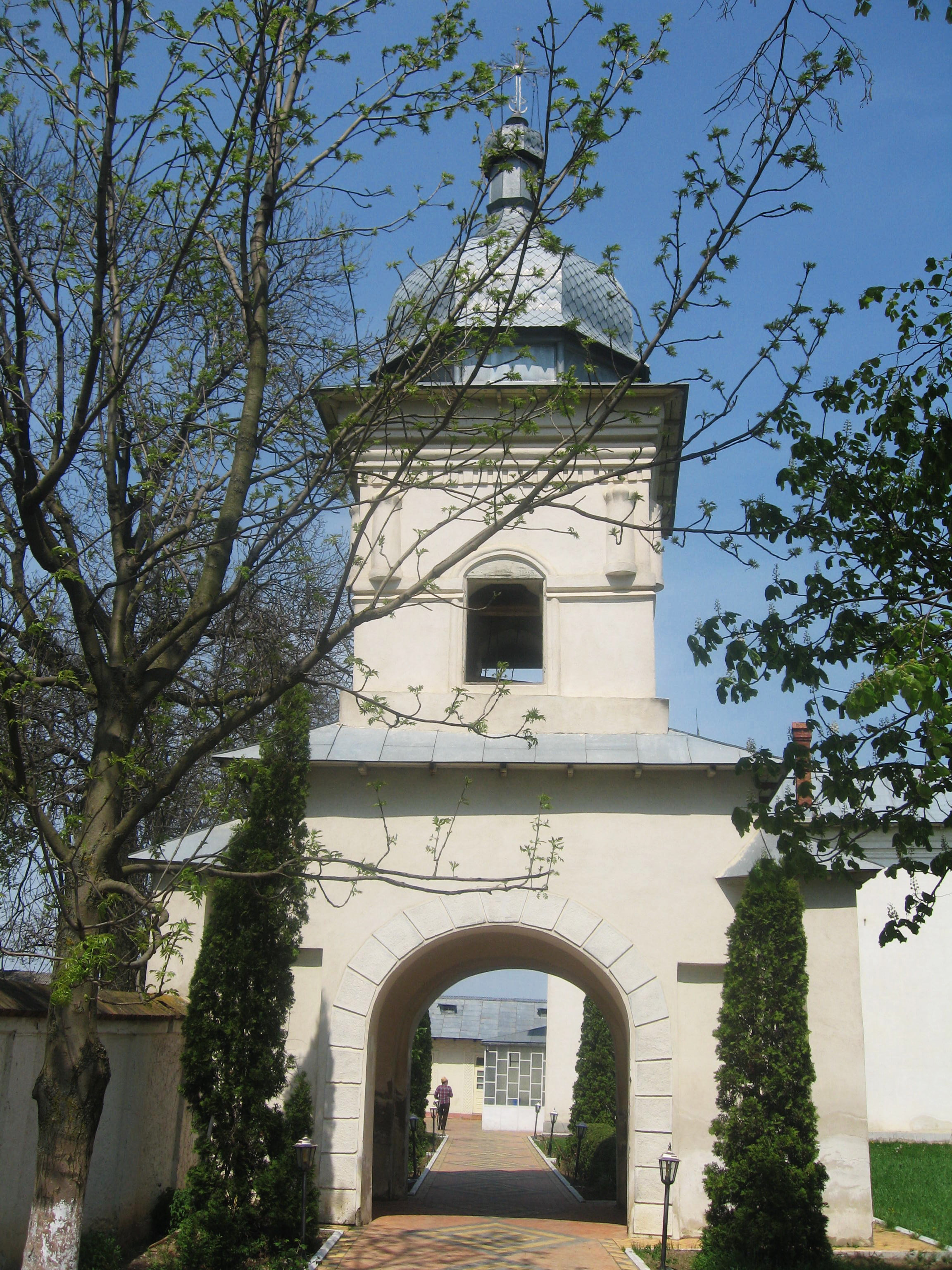
Turnul clopotniţă văzut din drum
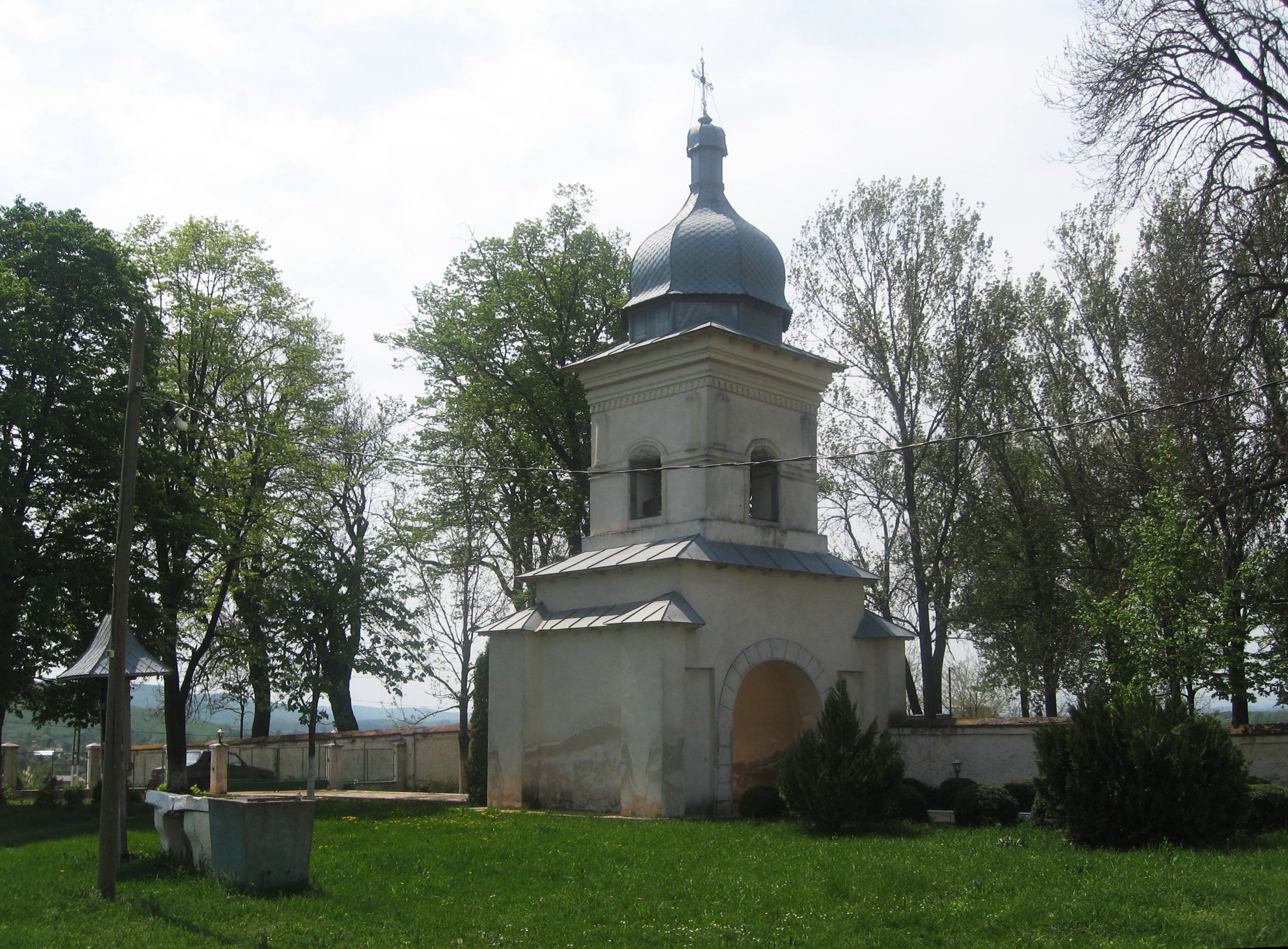
Turnul clopotniţă văzut din curtea bisericii
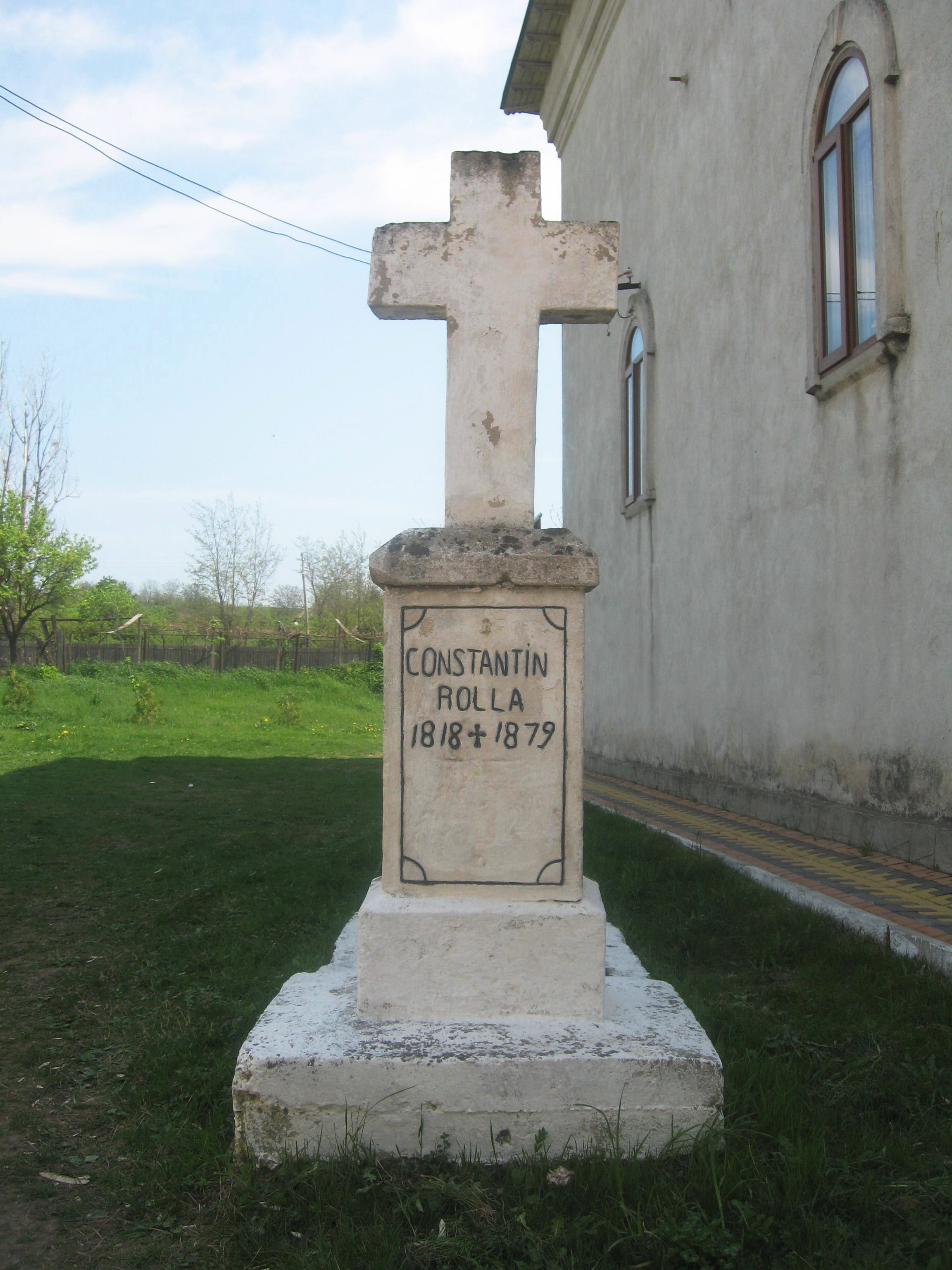
Mormântul lui Constantin Rolla
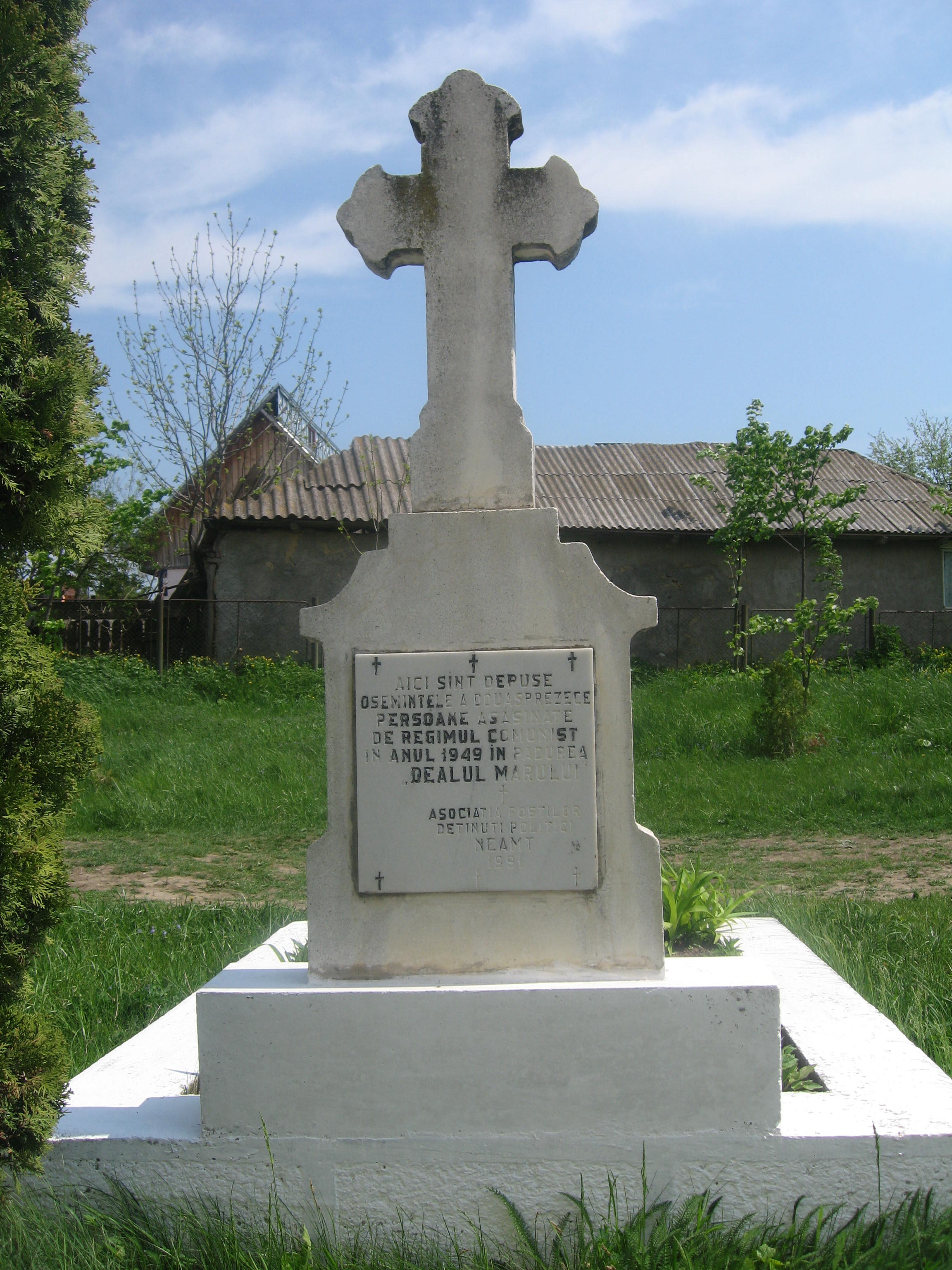
Crucea ridicată pe locul au fost depuse osemintele a 12 persoane asasinate de autoritățile comuniste în 1949